# Arnaud Balard
Arnaud Balard (Tolosa, 19 aprile 1971) è un artista francese, creatore della bandiera della comunità sorda (Sign Union Flag).

## Biografia
Arnaud Balard è nato sordocieco il 19 aprile 1971 a Tolosa. La sua famiglia è di Rodez. Arnaud rimase separato dai suoi genitori dai tre ai sette anni, per stabilirsi con sua zia a Tolosa per studiare in una scuola per non sordi. Torna dalla sua famiglia a Rodez per la scuola ordinaria, dall'età di sette anni fino ai diciotto anni. Successivamente studia al Cours Morvan, alla Scuola di Belle Arti di Rennes, e alla Scuola di Arti Visive a La Cambre. Nel 1999 scopre di avere la sindrome di Usher. Ha creato il movimento Surdisme nel luglio 2009 a Bruxelles. È andato al Kentucky DeaFestival nel 2012.

## Bandiera della Comunità Sorda
La bandiera dell'orgoglio dei sordi (Deaf Flag o Sign Union Flag) è stata adottata per la prima volta nel 2011 a Durban, in Sudafrica, in occasione del summit della World Federation of the Deaf.
La bandiera, realizzata dall'artista Arnaud Balard, si presenta turchese-blu scuro con bordi gialli o dorati, a forma di mano (che è il simbolo delle lingue dei segni), parte della cultura sorda. Il colore turchese rappresenta le lingue dei segni, il blu scuro rappresenta l'umanità ed il deafhood (cioè l'identità sorda), ed il giallo rappresenta luce, speranza, illuminazione.
Divenuta segno di riconoscimento per la comunità dei sordi, la bandiera è stata trasmessa negli Stati Uniti, in Italia, in Marocco e in Scozia. È stata anche utilizzato in diverse occasioni in edifici ufficiali francesi, come nel 2016 davanti al municipio di Montpellier e nel 2019 sulla facciata del municipio di Poitiers, all'Espace Tuilerie di Montchanin e sul piazzale del municipio di Massy.
Il 9 luglio 2023, il Congresso del World Federation of the Deaf, a Jeju, hanno scelto ed approvato la bandiera ufficiale.